# 潮州市城基中学
座標: 北緯23度39分34.52秒 東経116度38分28.05秒 / 北緯23.6595889度 東経116.6411250度
潮州市城基中学は中華人民共和国広東省潮州市にある中学校である。1965年に設立され、その前身は「解放路第一小学」である。潮州市1級学校であり、潮州市内で規模が最も大きい、知名度が一番高い中学校である。現在は本部キャンパスと実験キャンパスがあり、実験キャンパスの正式名称は「潮州市城基実験中学」である。

## 歴史
1965年、潮州市城基中学が設立され、当時は「解放路第一小学」と呼ばれる。成立まもない1966年に文化大革命が勃発し、同校は中止を余儀なくされた。
文化大革命の後に再建され、1980年代に中学校の「潮州市城基中学」に改編された。
1996年1月、潮州市城基中学は湘橋区内初の「湘橋区1級学校」に指定された。1999年1月、潮州市教育局に「潮州市学校文化環境建設先進単位」に評された。
2003年7月から方衛玲が潮州市城基中学校長・党支部書記を務めてきた。2004年2月、潮州市教育局に「潮州市中学教育優良品質学校」に評され、同年7月に「潮州市1級学校」の称号を与えられた。現在は「潮州市1級学校」のうち、2つだけの中学校の1つである（もう1つは潮州市城南中学）。
2008年3月7日、潮州市城基中学は潮州市エレベーターエンジニアリング有限公司と共同に「城基実験中学」を創設した。その年の秋に、城基実験中学は正式に開校し、城基中学校の敷地面積は約2万平方メートルに拡大した。
2015年、潮州市城基実験中学・金山実験学校・高級実験学校・城南実験中学は入学試験制度を廃し、学区制を導入した。

## 現況
潮州市城基中学の敷地面積は2万平方メートル（本部と実験キャンパスの総面積）である。在学生は2198人がいる。33クラスがあり、教職員146人のうち、20人の高級教師と60人の1級教師がいる。

### コースとキャンパス
13の教科を設置している：政治、国語、数学、英語、物理、化学、歴史、地理、生物、スポーツ、音楽、美術、コンピュータ。教員は北京語、潮州語と英語で授業を行う。1授業の時間を45分としている。
学校施設について教室棟、グラウンド、国旗掲揚台、徳育壁などがあり、教室棟にコンピュータ室、物理実験室、化学実験室、生物実験室、視聴覚室や会議室などもある。また、実験キャンパスには寮と多機能ホールなども設置される。

### 文化生活
芸術祭と運動会を2年ごとに、ラジオ体操、バスケットボール、卓球などの大会、合唱コンクールを年に一度に開催される。文学部、放送部なども設置される。キャンパス内新聞『萌芽』も毎学期に1期が発行されている。

## 職員
- 校長・共産党支部書記：方衛玲
- 副校長：丁鎮楷、李邦克

## ギャラリー

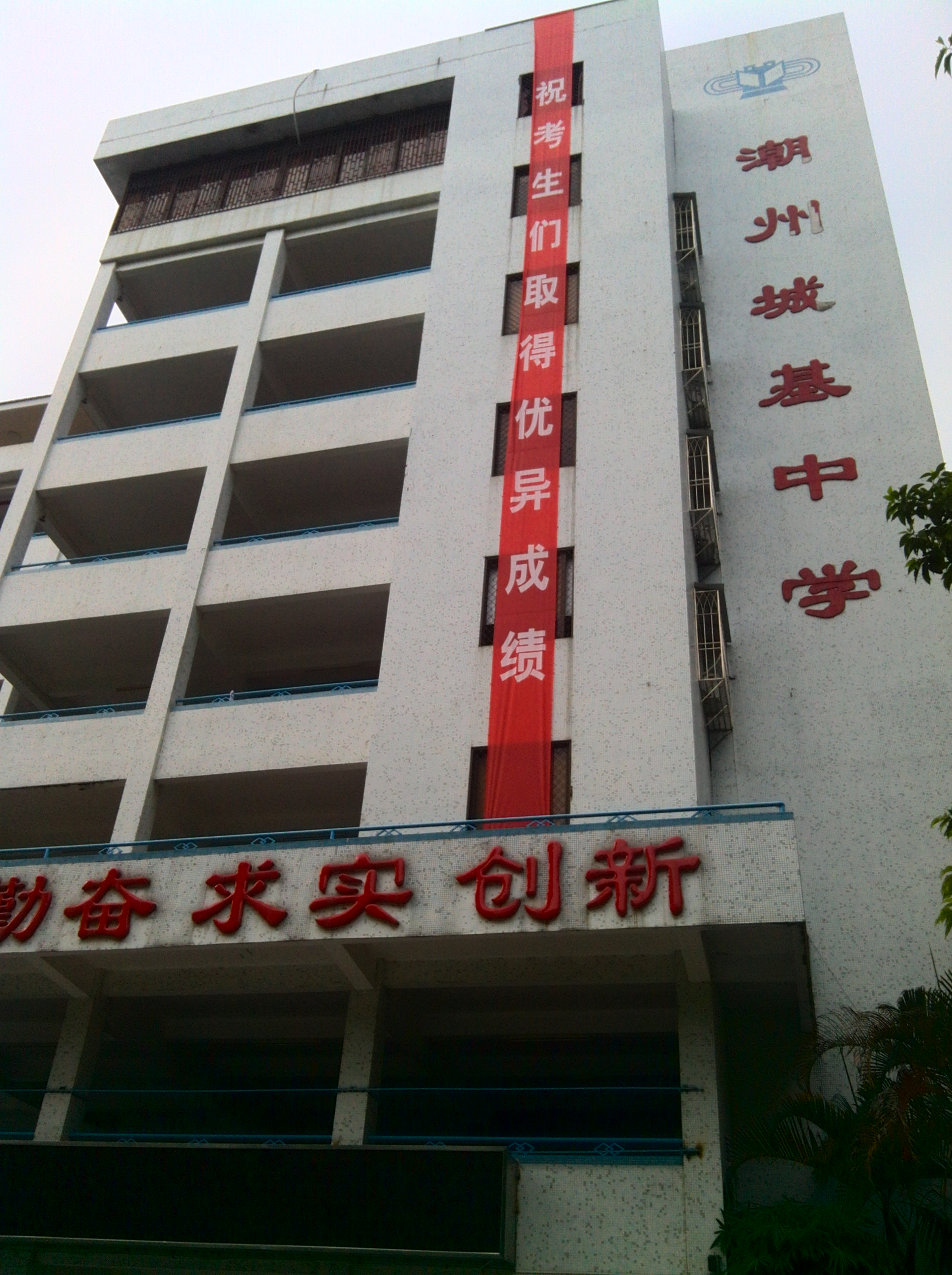
教室棟
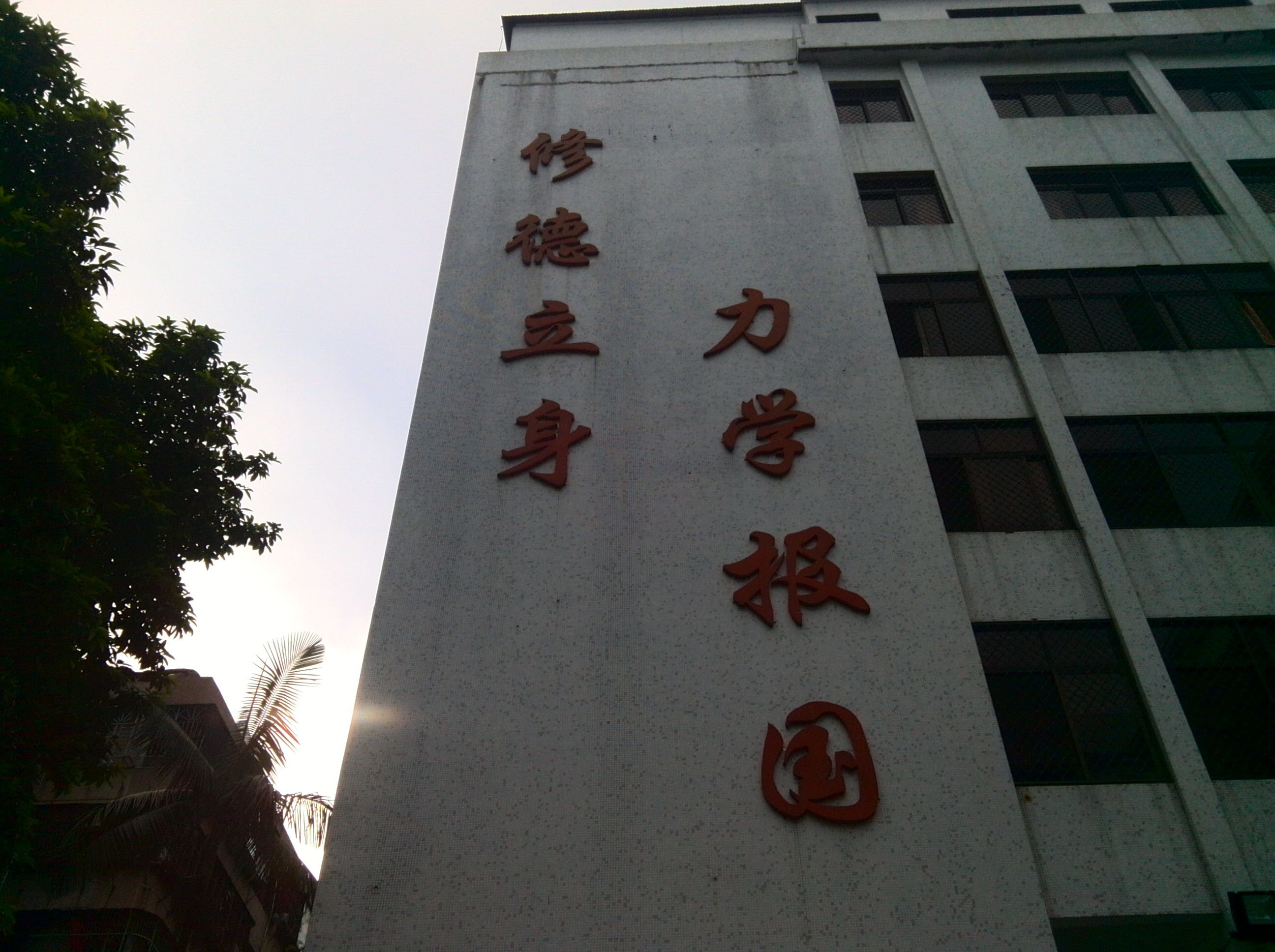
教室棟にある「修徳立身 力学報国」の文字
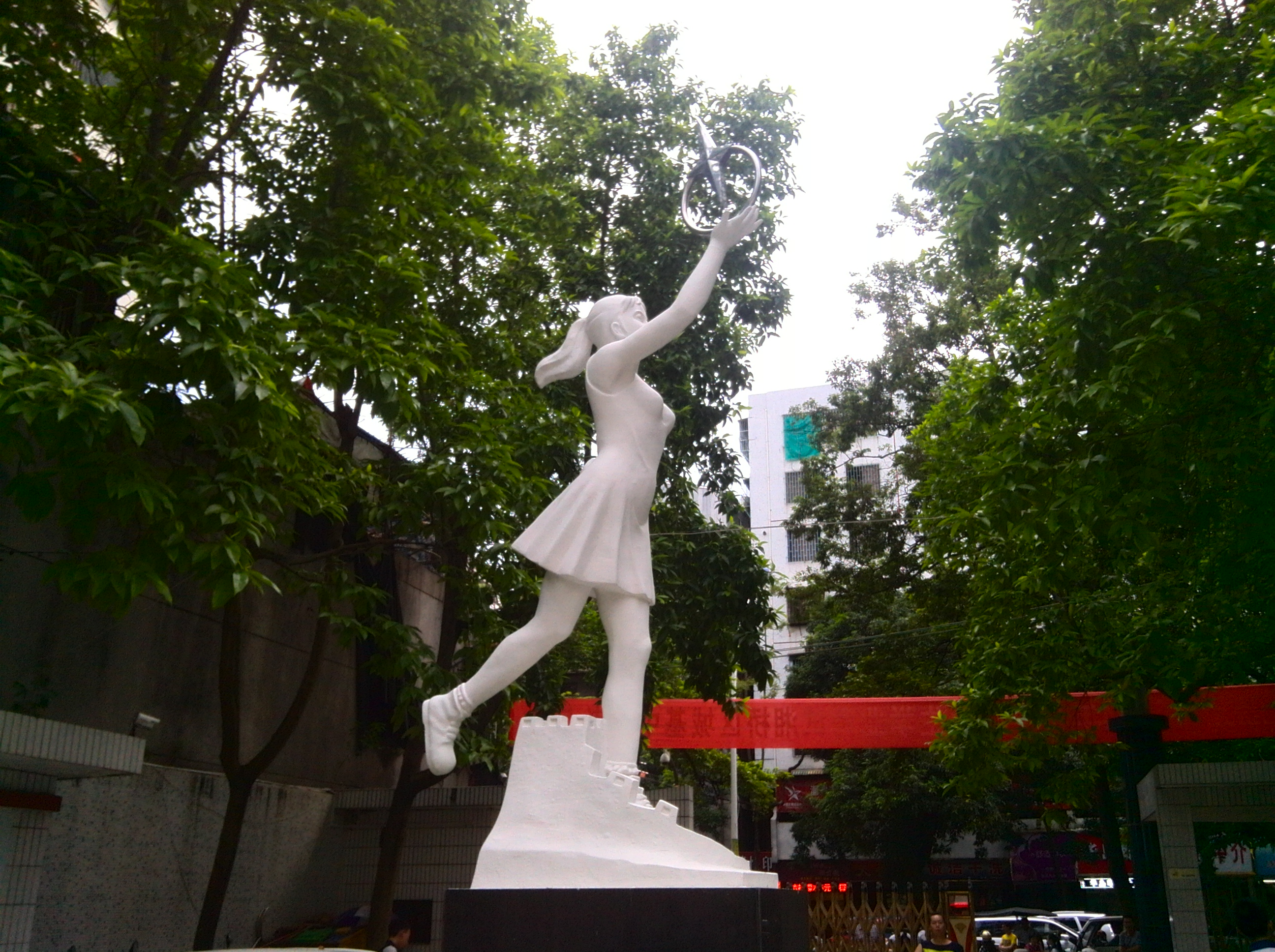
彫刻
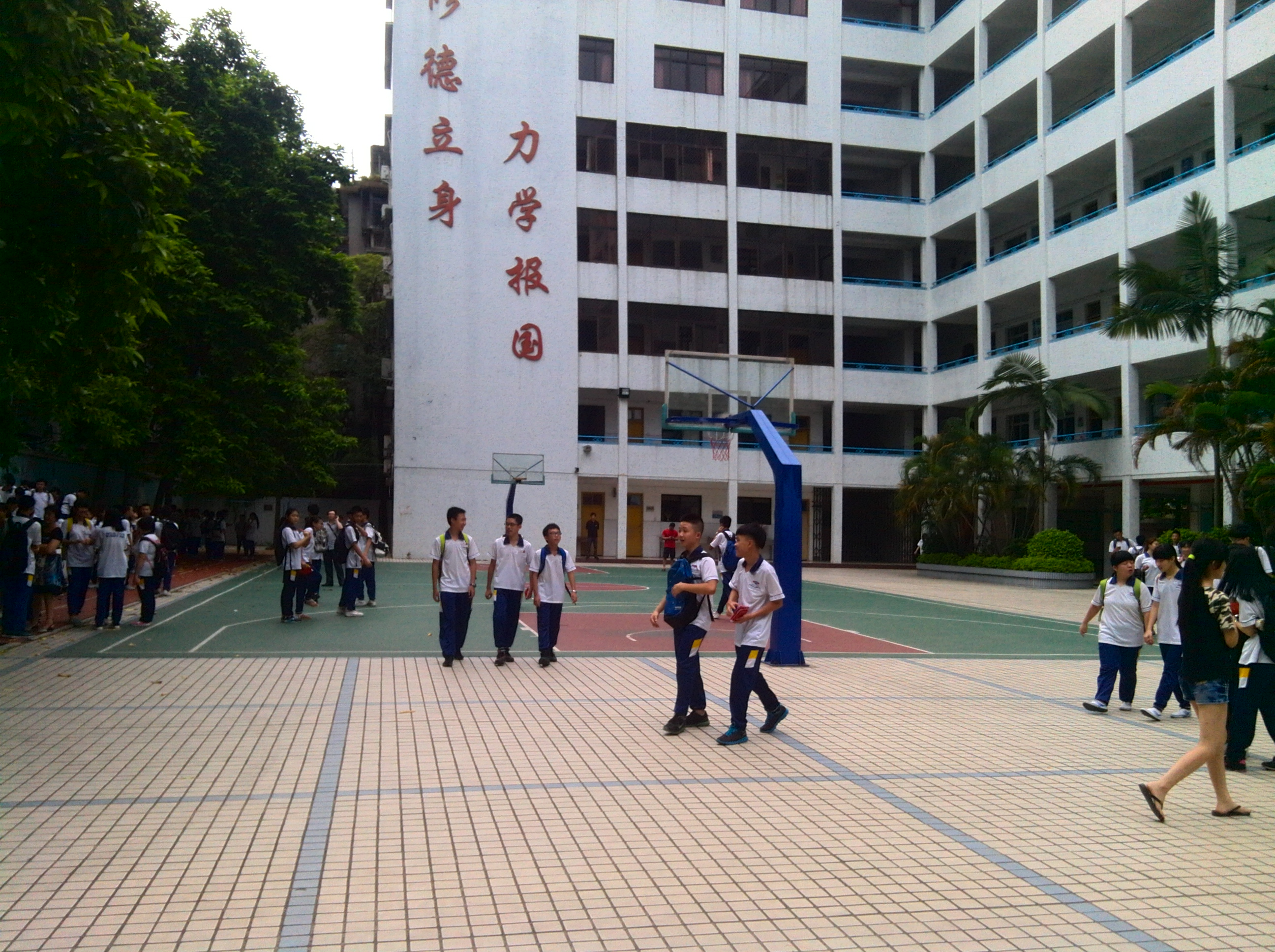
バスケットボール場
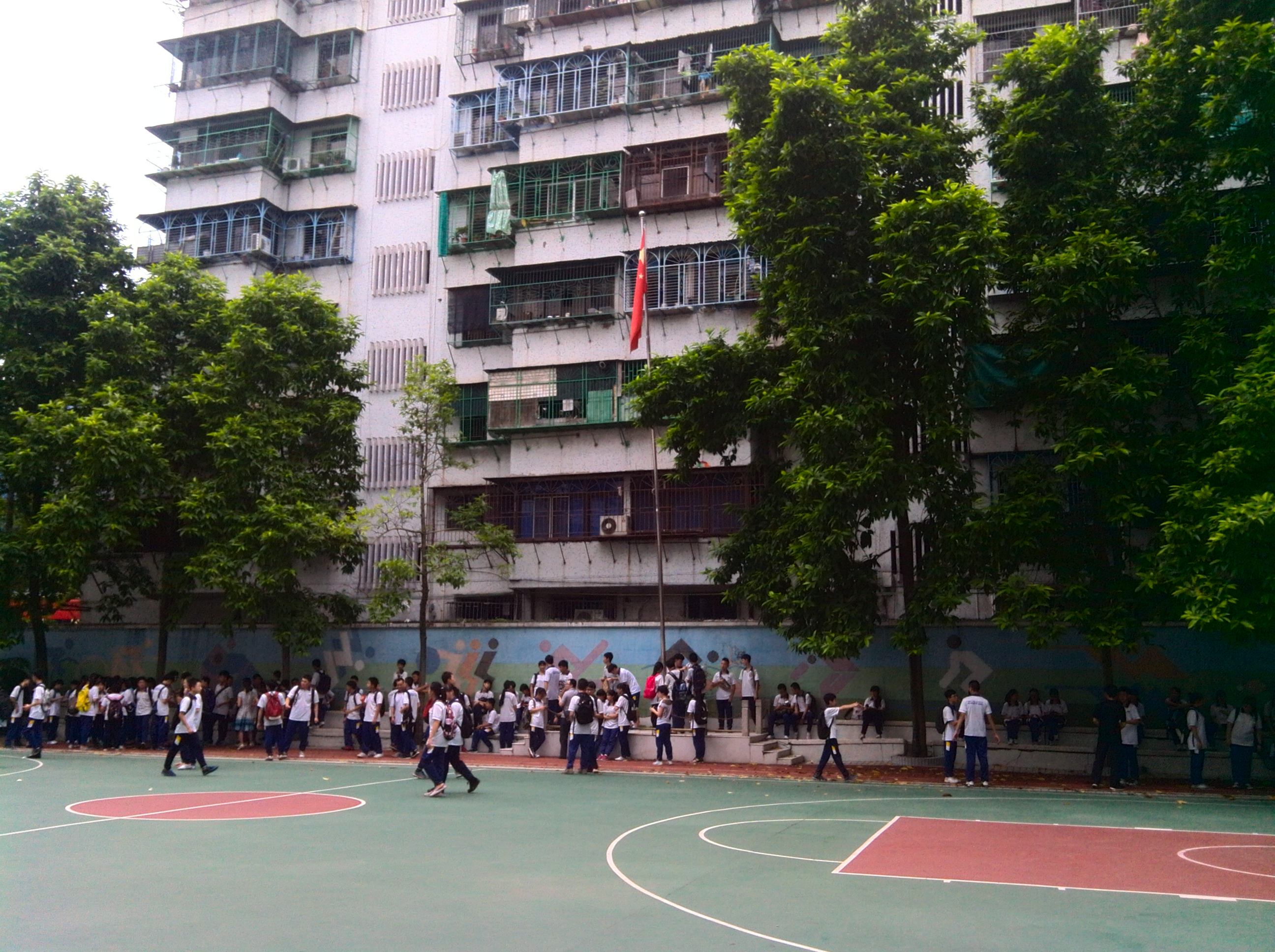
国旗掲揚台
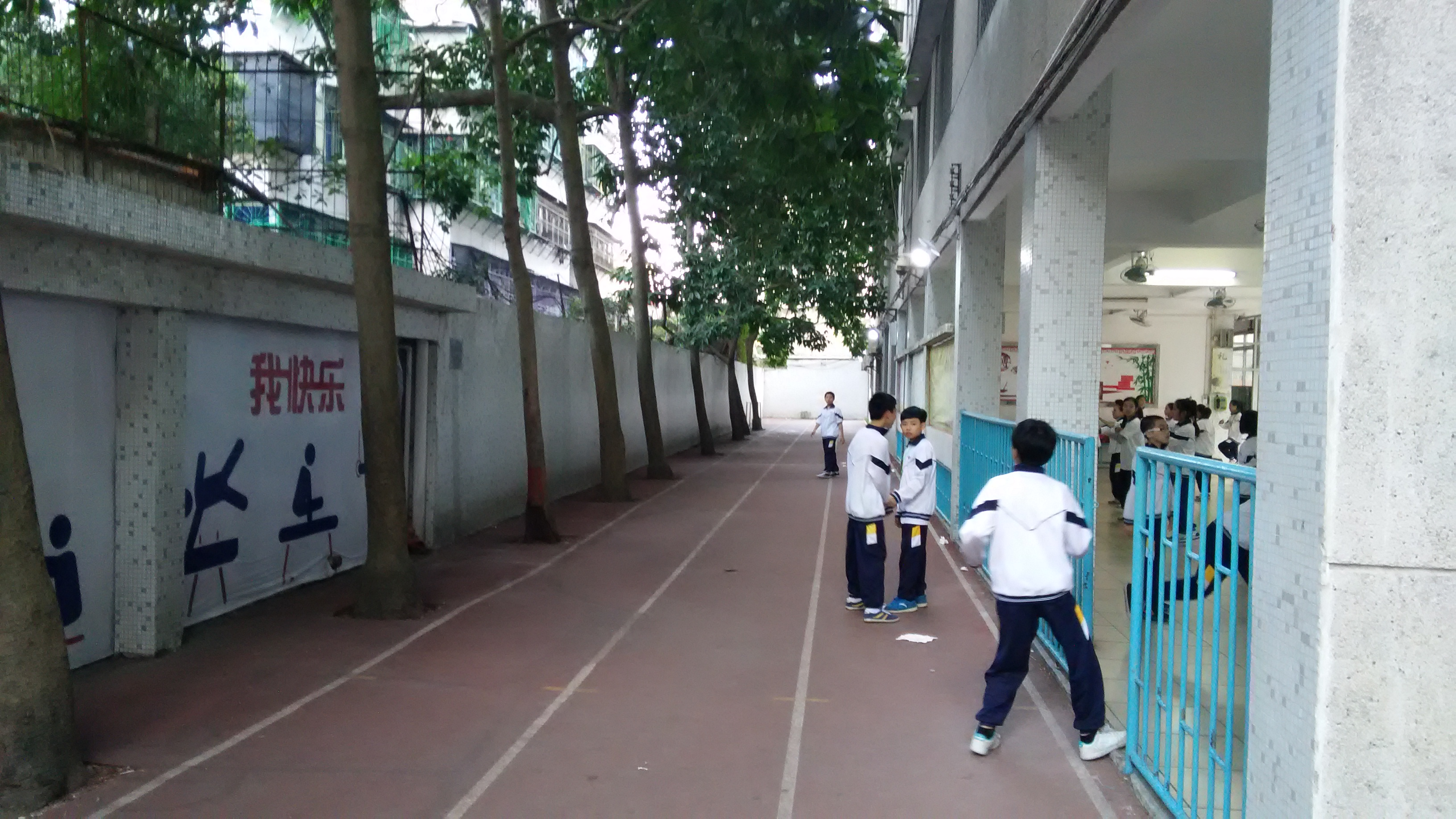
教室棟の裏
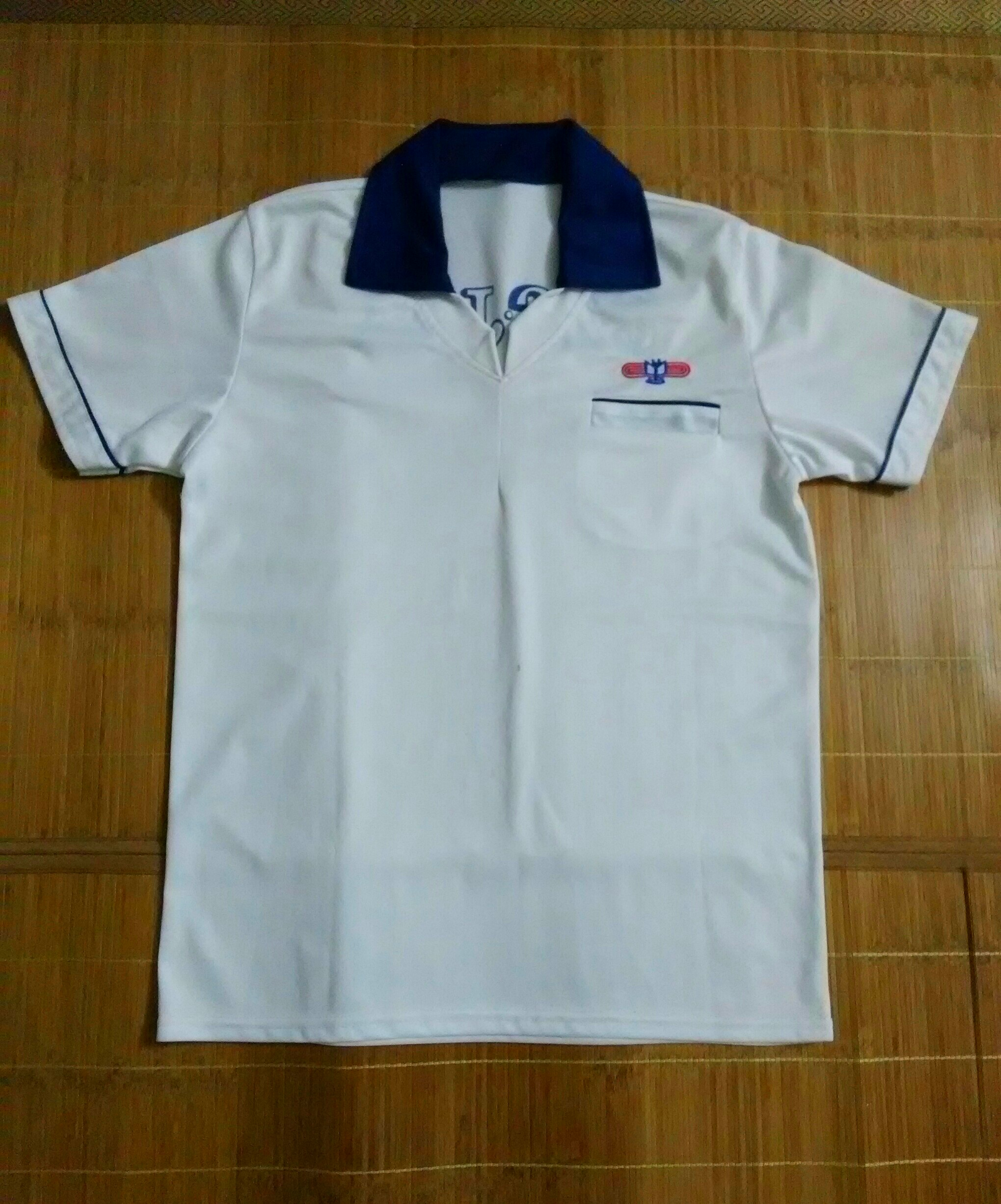
夏の制服